# Augustin Challamel
Jean Baptiste Marius Augustin Challamel, född den 18 mars 1818 i Paris, död där den 20 oktober 1894, var en fransk historiker.
Challamel var först advokat, men ägnade sig snart helt åt litteraturen och blev 1844 anställd vid Bibliothèque Sainte-Geneviève i Paris, vilket han 1890 lämnade som "conservateur honoraire". Dels under eget namn, dels under pseudonymen Jules Robert utövade han ett flitigt författarskap, bland vars alster märks Histoire-musée de la république française depuis l'assemblée des notables jusqu'à l’empire (1841; 3:e upplagan 1857), Isabelle Farnèse (1851), Histoire populaire de la France (samma år), Mémoires du peuple français (8 band, 1865–1873), Histoire de la mode en France (1874), La France et les français à travers les siècles (1883) och Histoire de la liberté en France (1886).